# Бруднув-Другий
Бруднув-Другий (пол. Brudnów Drugi) — село в Польщі, у гміні Далікув Поддембицького повіту Лодзинського воєводства.